# Johannes Riemann

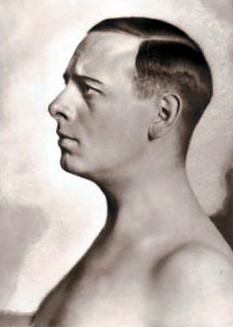
Johannes Riemann auf einer Fotografie von Nicola Perscheid

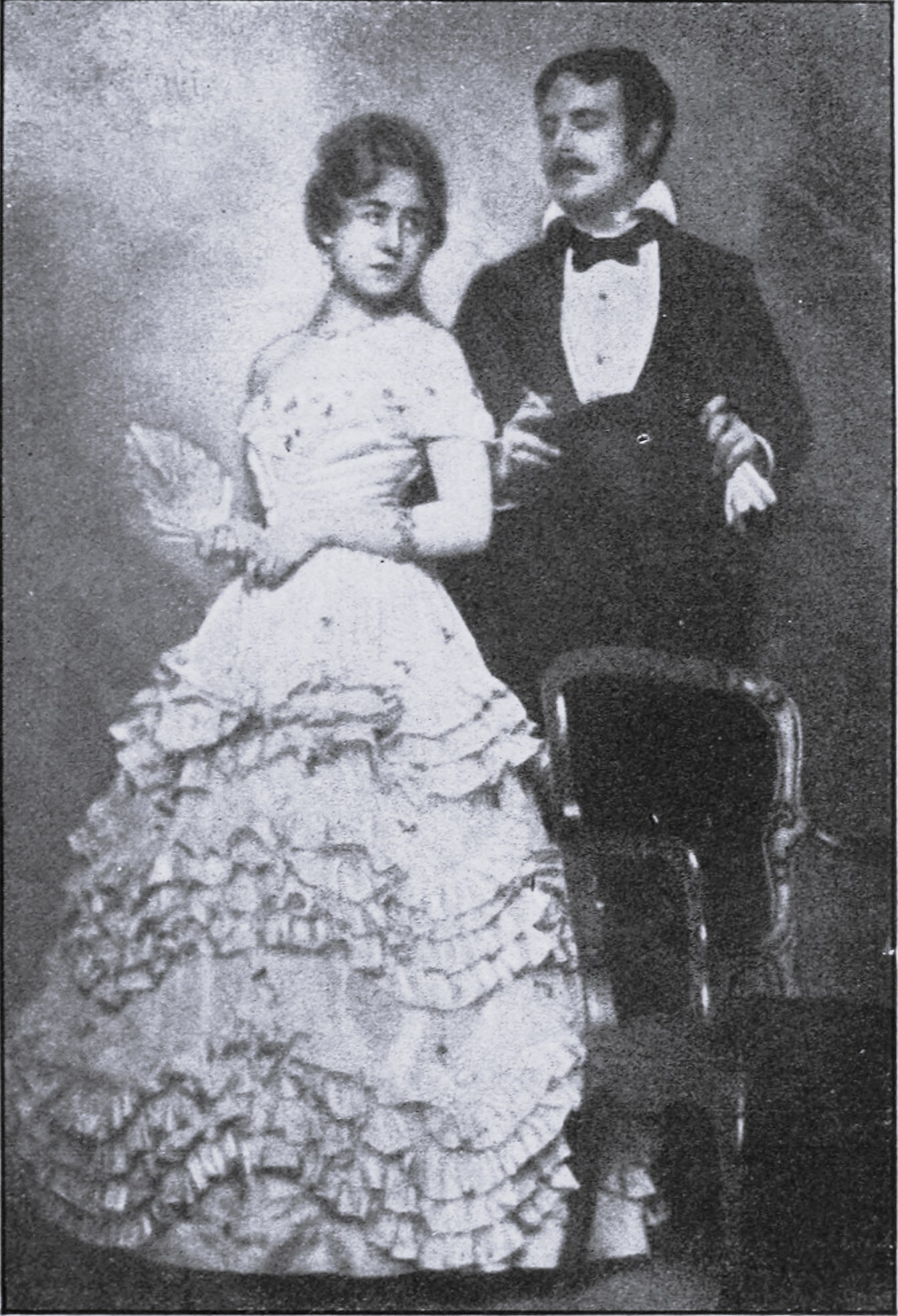
Else Eckersberg und Johannes Riemann in Franz Molnars Fasching (1917)

Eugen Johannes Riemann (* 31. Mai 1888 in Berlin; † 30. September 1959 in Konstanz) war ein deutscher Schauspieler, der seit 1916 in über 90 Filmrollen zu sehen war. Ab 1934 führte Riemann im Film auch Regie und wirkte an Drehbüchern mit.

## Leben
Nach ursprünglich musikalischen Interessen nahm Johannes Riemann Schauspielunterricht bei Anna von Strantz-Führing und Alexander Strakosch. 1908 erhält er sein erstes Engagement, und zwar am Berliner Hebbel-Theater. Weitere Stationen seiner Theater-Karriere sind Teplitz, Meran und Marienbad, die Berliner Volksbühne sowie das Hoftheater in Weimar. Max Reinhardt holte ihn um 1916 ans Deutsche Theater nach Berlin.
Der Schwerpunkt seiner Filmtätigkeit liegt etwa zwischen 1916 und 1945. Seine erste Rolle war hierbei im Film Gelöste Ketten. Er trat zum 1. Mai 1933 der NSDAP bei (Mitgliedsnummer 2.641.955). 1939 erhielt er anlässlich des 50. Geburtstages von Adolf Hitler den Titel „Staatsschauspieler“. Während des Zweiten Weltkriegs trat er bei einer Reise ins besetzte Polen Ende März 1944 im Rahmen einer Truppenbetreuungsveranstaltung für KZ-Personal bei einem bunten Abend im KZ Auschwitz auf.
Nach dem Zweiten Weltkrieg stand er wieder öfter auf der Bühne.

## Filmografie
- 1916: Gelöste Ketten
- 1917: Der Fall Dombronowska-Clemenceau
- 1917: Ahasver (3 Teile)
- 1917: Die Faust des Riesen
- 1918: Die Bettelgräfin
- 1918: Ihr großes Geheimnis
- 1918: Pique Dame
- 1918: Inge
- 1919: Veritas vincit
- 1919: Schloß Einöd
- 1919: Irrlicht
- 1919: Tötet nicht mehr!
- 1920: Anna Karenina
- 1920: Niemand weiß es
- 1922: Der Liebesroman des Cesare Ubaldi
- 1923: Die Sonne von St. Moritz
- 1923: Wilhelm Tell
- 1923: Graf Cohn
- 1924: Das goldene Kalb
- 1924: Die Stadt ohne Juden
- 1924: Prater
- 1924: Lumpen und Seide
- 1925: Die Moral der Gasse
- 1925: Der Liebeskäfig
- 1925: Elegantes Pack
- 1925: Heiratsannoncen
- 1926: Die Wiskottens
- 1926: In der Heimat, da gibt’s ein Wiedersehn!
- 1927: Die Unschuld ohne Kleid
- 1927: Valencia, du Schönste aller Rosen
- 1928: Die Tochter des Kunstreiters
- 1928: Fräulein Chauffeur
- 1931: Liebe auf Befehl (auch Koregie)
- 1931: Die Liebesfiliale
- 1932: Das Millionentestament
- 1933: Großfürstin Alexandra
- 1934: Ich sehne mich nach Dir (Regie)
- 1934: Ich heirate meine Frau (Drehbuch und Regie)
- 1935: Eva (Regie)
- 1935: Der Mann mit der Pranke
- 1936: Die große und die kleine Welt (Drehbuch und Regie)
- 1936: Kinderarzt Dr. Engel (Drehbuch, Regie)
- 1936: Die un-erhörte Frau (auch Dialog-Regie)
- 1936: Ave Maria (Regie)
- 1937: Gauner im Frack (Drehbuch, Regie)
- 1937: Einmal werd’ ich Dir gefallen (Drehbuch, Regie)
- 1938: Es leuchten die Sterne
- 1938: Lauter Lügen
- 1939: Renate im Quartett
- 1939: Ehe in Dosen
- 1939: Bel Ami
- 1939: Ihr erstes Erlebnis
- 1941: Friedemann Bach
- 1941: Sonntagskinder
- 1941: Alles für Gloria (auch Drehbuch)
- 1941/1942: Drei tolle Mädels (auch Gesang)
- 1941/1942: Kleine Residenz
- 1943: Das Lied der Nachtigall (auch Gesang)
- 1956: Was die Schwalbe sang
- 1956: Der schräge Otto
- 1957: Jede Nacht in einem anderen Bett
- 1957: Eurydice (Fernsehfilm)

## Auszeichnungen
- Staatsschauspieler 1939